# Szkoła mannheimska
Szkoła mannheimska (niem. Mannheimer Schule) – grupa kompozytorów i muzyków niemieckich, czeskich i włoskich działająca w Mannheimie, tworzących na potrzeby orkiestry książęcej na dworze księcia Karola Teodora (panującego w latach 1743–99), elektora Palatynatu Reńskiego. Grupa w Mannheim działała od roku 1740. Jej główna sława nabrała rozmachu od 1743 roku, a największy rozkwit miał miejsce w latach 1750–70. Od 1745 roku kierowana była przez Johanna Stamitza. Miała „niezrównaną jakość muzyków, doskonałą grupową harmonię, oraz niezrównany poziom wyrazu i precyzji”, które uczyniły ją słynną w całej Europie. Od roku ok. 1778, po połączeniu Palatynatu z Bawarią, grupa działała w Monachium. Jej działalność zakończyła się około roku 1800. 
Można wyodrębnić trzy generacje twórców należących do szkoły mannheimskiej. W pierwszej generacji znajdowali się: Franz Xaver Richter, Johann Vaclav Stamic, Ignaz Jakob Holzbauer. Do drugiego pokolenia zaliczali się: Carl Joseph Toesch, Franz Ignaz Beck, Anton Filtz, Johann Christian Cannabich, Ignaz Fränzl, Ernst Eichner, Wilhelm Cramer, Carl Stamitz. Natomiast do trzeciego należeli: Johann Anton Stamitz, Franz Danzi oraz Christian Cannabich. 
Kompozytorzy szkoły mannheimskiej skupiali się głównie na rozwoju muzyki symfonicznej, która była wspierana przez elitarną orkiestrę dworską, uznawaną za czołowy zespół w Europie w tamtych czasach. Ich wkład w nowoczesną fakturę symfoniczną oraz skład orkiestrowy ustanowił fundamenty klasycznego stylu muzycznego. Dodatkowo, wprowadzili czteroczęściowy cykl symfonii (zwykle składający się z allegro, części wolnej, menuetu i finału, często w formie ronda), poszerzając techniki dynamiczne (takie jak crescendo) oraz artykulacyjne (jak legato, staccato, tremolo). Ich działalność wywarła istotny wpływ na kształtowanie się klasycznego stylu w muzyce.
Główną zasługą tych kompozytorów szkoły mannheimskiej było stworzenie nowego typu orkiestry złożonej z kwintetu smyczkowego i podwójnej obsady instrumentów dętych (flety, oboje, klarnety, rogi). 

## Formy muzyczne
Twórcy szkoły mannheimskiej uprawiali głównie muzykę symfoniczną, dysponując nowoczesną 90-osobową orkiestrą dworską. W ich twórczości dokonała się krystalizacja faktury homofonicznej, która charakteryzowała się dominacją jednej linii melodycznej w oparciu o podstawę basową i wypełnienie harmoniczne, powstała forma 4–częściowej symfonii.
Do specjalności szkoły mannheimskiej należało obfite stosowanie crescenda i zróżnicowań artykulacyjnych (legato, staccato, tremolo).
Na stylu mannheimskim wzorował się w swoich wczesnych symfoniach Wolfgang Amadeus Mozart.